# Сетік
Сетік (рум. Sătic) — село у повіті Арджеш в Румунії. Входить до складу комуни Рукер.
Село розташоване на відстані 133 км на північний захід від Бухареста, 69 км на північ від Пітешть, 41 км на південний захід від Брашова.

## Населення
За даними перепису населення 2002 року у селі проживали 174 особи, усі — румуни. Рідною мовою 173 особи (99,4%) назвали румунську.